# UCI Asia Tour 2012-2013
El UCI Asia Tour 2012-2013 fue la novena edición del calendario ciclístico internacional asiático. Se inició el 20 de octubre de 2012 en China, con el Tour de Hainan y finalizó el 23 de septiembre de 2013 también en China con el Tour de China II.
El ganador de la clasificación individual fue Julián Arredondo del equipo japonés Nippo-De Rosa. Las victorias en el Tour de Langkawi y Kumano y la segunda plaza en la Tour de Japón, fueron los principales resultados del colombiano. El segundo lugar fue para el checo Alois Kaňkovský, siendo el Tour de China II su victoria más importante. Tercero fue el iraní Ghader Mizbani quién ganó 4 carreras del calendario, los tours de Singkarak, Borneo, Irán y Filipinas.
Irán dominó con amplitud la clasificación por países mientras que por equipos el triunfo quedó (por 5ª vez) para el Tabriz Petrochemical de Irán, seguido del Nippo-De Rosa y el ASC Dukla Praha de República Checa.

## Carreras y categorías
Se disputaron un total de 30 carreras, seis de categoría .HC (máxima), las mismas que en la edición anterior. Ellos fueron los Tours de Hainan, Catar, Omán, Langkawi, la Vuelta al Lago Qinghai y la Japan Cup.
Las carreras .1 fueron el Tour de Taiwán y los Tours de China (que nuevamente fueron dos carreras en 2013). A éstas se sumaron el Tour del Lago Taihu y el Tour de Japón que ascendieron a categoría 2.1. El resto de las carreras fueron .2 (última categoría), que junto a las carreras en ruta y contrarreloj del Campeonato de Asia de Ciclismo formaron el calendario 2012-2013.
Además de éstas carreras, algunos campeonatos nacionales de ruta y contrarreloj también puntuaron para el UCI Asia Tour, dependiendo de la clasificación por países de la edición anterior.

## Equipos
Los equipos que pueden participar en las diferentes carreras dependen de la categoría de las mismas. A mayor nivel de una carrera pueden participar equipos de más nivel. Los equipos UCI ProTeam, sólo pueden participar de las carreras .HC y .1 pero tienen cupo limitado y los puntos que logran sus ciclistas no van a la clasificación. 
| Categoría | Categoría                     | Equipos                                                                                          |
| --------- | ----------------------------- | ------------------------------------------------------------------------------------------------ |
| .HC       | 1.HC (Carrera de un día)      | ProTeam (max 50%) Profesionales Continentales Continentales Selecciones nacionales               |
| .HC       | 2.HC (Carrera de varios días) | ProTeam (max 50%) Profesionales Continentales Continentales Selecciones nacionales               |
| .1        | 1.1 (Carrera de un día)       | ProTeam (max 50%) Profesionales Continentales Continentales Selecciones nacionales               |
| .1        | 2.1 (Carrera de varios días)  | ProTeam (max 50%) Profesionales Continentales Continentales Selecciones nacionales               |
| .2        | 1.2 (Carrera de un día)       | Profesionales Continentales Continentales Selecciones nacionales Selecciones regionales Amateurs |
| .2        | 2.2 (Carrera de varios días)  | Profesionales Continentales Continentales Selecciones nacionales Selecciones regionales Amateurs |

Para favorecer la invitación a los equipos más humildes, la Unión Ciclista Internacional publicó el 31 de enero de 2013 un "ranking ficticio" de los equipos Continentales, sobre la base de los puntos obtenidos por sus ciclistas en la temporada anterior. Los organizadores de carreras .1 y .2 deben obligatoriamente invitar a los 3 primeros de ese ranking y de esta forma pueden acceder a un mayor número de carreras. En este circuito los invitados automáticamente a carreras .1 y .2 fueron el Terengganu Cyclig Team, Aisian Racing Team y Team Nippo-De Rosa aunque a diferencia del UCI WorldTour los equipos pueden rechazar dicha invitación.

## Calendario
Cuenta con las siguientes pruebas, tanto por etapas como de un día.

### Octubre 2012
| Fecha    | Carrera        | Cat. | Ganador         | Equipo del ganador  |
| -------- | -------------- | ---- | --------------- | ------------------- |
| 20 al 28 | Tour de Hainan | 2.HC | Dmitriy Gruzdev | Astana              |
| 21       | Japan Cup      | 1.HC | Ivan Basso      | Liquigas-Cannondale |

### Noviembre 2012
| Fecha    | Carrera             | Cat. | Ganador       | Equipo del ganador |
| -------- | ------------------- | ---- | ------------- | ------------------ |
| 1 al 8   | Tour del Lago Taihu | 2.1  | Milan Kadlec  | ASC Dukla Praha    |
| 18 al 20 | Tour de Fuzhou      | 2.2  | Ki Ho Choi    | Hong Kong China    |
| 25       | Tour de Okinawa     | 1.2  | Thomas Palmer | Drapac             |

### Diciembre 2012
| Fecha    | Carrera         | Cat. | Ganador    | Equipo del ganador |
| -------- | --------------- | ---- | ---------- | ------------------ |
| 7 al 9   | Tour de Ijen    | 2.2  | Ki Ho Choi | Hong Kong China    |
| 17 al 21 | Tour de Vietnam | 2.2  | En Huang   | Max Success Sports |

### Febrero 2013
| Fecha    | Carrera          | Cat. | Ganador          | Equipo del ganador      |
| -------- | ---------------- | ---- | ---------------- | ----------------------- |
| 3 al 8   | Tour de Catar    | 2.HC | Mark Cavendish   | Omega Pharma-Quick Step |
| 11 al 16 | Tour de Omán     | 2.HC | Chris Froome     | Sky                     |
| 21 al 2  | Tour de Langkawi | 2.HC | Julián Arredondo | Nippo                   |

### Marzo 2013
| Fecha    | Carrera                                 | Cat. | Ganador             | Equipo del ganador |
| -------- | --------------------------------------- | ---- | ------------------- | ------------------ |
| 14       | Campeonato Asiático Contrarreloj sub-23 | CC   | Daniil Fominykh     | Kazajistán         |
| 14       | Campeonato Asiático Contrarreloj        | CC   | Muradjan Halmuratov | Uzbekistán         |
| 16       | Campeonato Asiático en Ruta sub-23      | CC   | Ali Khademi         | Irán               |
| 17       | Campeonato Asiático en Ruta             | CC   | Muradjan Halmuratov | Uzbekistán         |
| 18 al 24 | Tour de Taiwán                          | 2.1  | Bernard Sulzberger  | Drapac             |

### Abril 2013
| Fecha    | Carrera               | Cat. | Ganador        | Equipo del ganador   |
| -------- | --------------------- | ---- | -------------- | -------------------- |
| 1 al 6   | Tour de Tailandia     | 2.2  | Ki Ho Choi     | Hong Kong China      |
| 13 al 16 | Tour de Filipinas     | 2.2  | Ghader Mizbani | Tabriz Petrochemical |
| 21       | Melaka Governor's Cup | 1.2  | Lex Nederlof   | CCN                  |

### Mayo 2013
| Fecha    | Carrera        | Cat. | Ganador           | Equipo del ganador   |
| -------- | -------------- | ---- | ----------------- | -------------------- |
| 19 al 26 | Tour de Japón  | 2.1  | Fortunato Baliani | Nippo-De Rosa        |
| 22 al 27 | Tour de Irán   | 2.2  | Ghader Mizbani    | Tabriz Petrochemical |
| 30 al 2  | Tour de Kumano | 2.2  | Julián Arredondo  | Nippo-De Rosa        |

### Junio 2013
| Fecha    | Carrera           | Cat. | Ganador        | Equipo del ganador   |
| -------- | ----------------- | ---- | -------------- | -------------------- |
| 2 al 9   | Tour de Singkarak | 2.2  | Ghader Mizbani | Tabriz Petrochemical |
| 9 al 16  | Tour de Corea     | 2.2  | Michael Cuming | Rapha Condor JLT     |
| 26 al 30 | Jelajah Malaysia  | 2.2  | Sea Keong Loh  | OCBC Singapore       |

### Julio 2013
| Fecha   | Carrera                | Cat. | Ganador           | Equipo del ganador   |
| ------- | ---------------------- | ---- | ----------------- | -------------------- |
| 7 al 20 | Vuelta al Lago Qinghai | 2.HC | Samad Poor Seiedi | Tabriz Petrochemical |

### Agosto 2013
| Fecha    | Carrera        | Cat. | Ganador        | Equipo del ganador   |
| -------- | -------------- | ---- | -------------- | -------------------- |
| 18 al 22 | Tour de Borneo | 2.2  | Ghader Mizbani | Tabriz Petrochemical |

### Septiembre 2013
| Fecha    | Carrera               | Cat. | Ganador              | Equipo del ganador |
| -------- | --------------------- | ---- | -------------------- | ------------------ |
| 4 al 7   | Tour del Este de Java | 2.2  | José Toribio Alcolea | Ukyo               |
| 14 al 16 | Tour de Hokkaido      | 2.2  | Thomas Lebas         | Bridgestone Anchor |
| 14 al 21 | Tour de China I       | 2.1  | Kyrill Pozdnyakov    | Synergy Baku       |
| 24 al 30 | Tour de China II      | 2.1  | Alois Kaňkovský      | ASC Dukla Praha    |

## Clasificaciones finales
- Las clasificaciones finalizaron de la siguiente forma:[2]

### Individual
| Posición | Ciclista            | Equipo    | Puntos | Detalle de los puntos |
| -------- | ------------------- | --------- | ------ | --- |
| 1º       | Julián Arredondo    | PPO       | 343    | Ver listaTour de Langkawi: 184 Tour de Japón: 75 Tour de Kumano: 52 Japan Cup: 30 Tour de Corea: 2 |
| 2º       | Alois Kaňkovský     | ADP       | 288    | Ver listaTour de China II: 152 Tour del Lago Taihu: 56 Tour de Irán: 41 Tour de China I: 27 Tour de Fuzhou: 12 |
| 3º       | Ghader Mizbani      | TPT       | 276    | Ver listaTour de Singkarak: 53 Tour de Borneo: 52 Tour de Irán: 52 Tour de Filipinas: 50 Campeonato de Irán en Ruta: 40 Vuelta al Lago Qinghai: 24 Tour de Langkawi: 5                                                                                                |
| 4º       | Samad Poor Seiedi   | TPT       | 269    | Ver listaVuelta al Lago Qinghai: 234 Tour de Borneo: 35 |
| 5º       | Benjamin Giraud     | LPM       | 245    | Ver listaTour de China I: 81 Tour de Hainan: 41 Tour de Taiwán: 36 Tour de China II: 33 Vuelta al Lago Qinghai: 31 Tour del Lago Taihu: 23 |
| 6º       | Ki Ho Choi          | [ *** 1 ] | 243    | Ver listaTour de Fuzhou: 57 Tour de Ijen: 52 Tour de Tailandia: 40 Tour del Lago Taihu: 37 Tour de Taiwán: 13 Tour de Vietnam: 12 Campeonato de Hong Kong en Ruta: 12 Campeonato de Hong Kong Contrarreloj: 8 Tour de Hainan: 7 Campeonato Asiático en Ruta Sub-23: 5 |
| 7º       | Milan Kadlec        | ADP       | 202    | Ver listaTour del Lago Taihu: 154 Tour de Irán: 40 Tour de Fuzhou: 8 |
| 8º       | Kyrill Pozdnyakov   | BCP       | 200    | Ver listaTour de China I: 96 Tour de Taiwán: 76 Jelajah Malaysia: 28 |
| 9º       | Muradjan Halmuratov | RTS       | 186    | Ver listaCampeonato Asiático en Ruta: 100 Campeonato de Uzbekistán en Ruta: 40 Campeonato Asiático Contrarreloj: 20 Tour de Fuzhou: 10 Campeonato de Uzbekistán Contrarreloj: 8 Tour de Irán: 6 Tour de Corea: 2                                                      |
| 10º      | Fortunato Baliani   | PPO       | 172    | Ver listaTour de Japón: 118 Tour de Kumano: 35 Tour de Langkawi: 19 |

| Posiciones desde el 11.º hasta el 20.º | Posiciones desde el 11.º hasta el 20.º | Posiciones desde el 11.º hasta el 20.º | Posiciones desde el 11.º hasta el 20.º | Posiciones desde el 11.º hasta el 20.º | Posiciones desde el 11.º hasta el 20.º |
| Posición                               | Ciclista                               | Equipo                                 | Puntos                                 | Detalle de los puntos |                                        |
| -------------------------------------- | -------------------------------------- | -------------------------------------- | -------------------------------------- | --- | -------------------------------------- |
| 11º                                    | King Lok Cheung                        | [ *** 1 ]                              | 170                                    | Ver listaTour de Corea: 46 Campeonato Asiático en Ruta Sub-23: 24 Tour del Lago Taihu: 24 Tour de Hainan: 20 Campeonato de Hong Kong en Ruta: 16 Tour de Taiwán: 11 Tour de China I: 8 Tour de Tailandia: 6 Campeonato de Hong Kong Contrarreloj: 5 Campeonato Asiático Contrarreloj Sub-23: 2 |                                        |
| 12º                                    | Sacha Modolo                           | BAR                                    | 148                                    | Ver listaVuelta al Lago Qinghai: 148 |                                        |
| 13º                                    | Bernard Sulzberger                     | DPC                                    | 134                                    | Ver listaTour de Taiwán: 134 |                                        |
| 14º                                    | Amir Kolahdozhagh                      | TPT                                    | 123                                    | Ver listaTour de Filipinas: 35 Tour de Singkarak: 24 Tour de Irán: 21 Campeonato de Irán en Ruta: 16 Vuelta al Lago Qinghai: 14 Tour de Langkawi: 13 |                                        |
| 15º                                    | Francesco Chicchi                      | VIN                                    | 113                                    | Ver listaTour de Langkawi: 83 Vuelta al Lago Qinghai: 30 |                                        |
| 16º                                    | Rico Rogers                            | BCP                                    | 111                                    | Ver listaVuelta al Lago Qinghai: 47 Tour de China II: 27 Tour de Langkawi: 20 Tour de Tailandia: 12 Tour de China I: 5 |                                        |
| 17º                                    | Andrey Mizourov                        | TRK                                    | 107                                    | Ver listaCampeonato Asiático en Ruta: 40 Vuelta al Lago Qinghai: 37 Campeonato de Kazajistán en Ruta: 16 Campeonato Asiático Contrarreloj: 14 |                                        |
| 18º                                    | Daniel Klemme                          | LET                                    | 106                                    | Ver listaTour de China II: 106 |                                        |
| 19º                                    | Sea Keong Loh                          | TSI                                    | 100                                    | Ver listaJelajah Malaysia: 54 Melaka Chief Minister's Cup: 30 Tour de Singkarak: 8 Tour de Tailandia: 8 |                                        |
| 20º                                    | Ali Khademi                            | IUA                                    | 100                                    | Ver listaCampeonato Asiático en Ruta Sub-23: Campeonato de Irán en Ruta: 10 Tour de Irán: 10 |                                        |

- Nota: Total de corredores con puntuación: 370

1. 1 2  Sin equipo profesional.

1. 1 2 3 4  Corredores menores de 23 años.

### Equipos
| Posición | Equipo               | Puntos | Detalle de los puntos |
| -------- | -------------------- | ------ | --- |
| 1º       | Tabriz Petrochemical | 813    | Ver listaGhader Mizbani: 276 Samad Poor Seiedi: 269 Amir Kolahdozhagh: 123 Hossein Askari: 52 Mehdi Sohrabi: 46 Alireza Asgharzadeh: 28 Saeid Safarzadeh: 11 Hossein Nateghi: 8      |
| 2º       | Nippo-De Rosa        | 609    | Ver listaJulián Arredondo: 343 Fortunato Baliani: 172 Sinichi Fukushima: 22 Simone Campagnaro: 20 Leonardo Pinizzotto: 15 Alberto Cecchin: 15 Kohei Uchima: 14 Hideto Nakane: 8      |
| 3º       | ASC Dukla Praha      | 518    | Ver listaAlois Kaňkovský: 288 Milan Kadlec: 202 Jiří Hochmann: 28 |
| 4º       | Synergy Baku         | 493    | Ver listaKyrill Pozdnyakov: 200 Rico Rogers: 111 Anuar Manan: 75 John Ebsen: 52 David Clarke: 20 Connor McConvey: 15 Elchin Asadov: 12 Christoph Schweizer: 8                        |
| 5º       | Continental Astana   | 425    | Ver listaEvgeny Nepomnyachshiy: 94 Daniil Fominykh: 91 Sergey Renev: 56 Nurbolat Kulimbetov: 56 Marco Benfatto: 34 Tilegen Maidos: 32 Vladislav Gorbunov: 32 Abdraimzhan Ishanov: 30 |

| 6º  | La Pomme Marseille | 346 | Ver listaBenjamin Giraud: 245 José Gonçalves: 43 Thomas Vaubourzeix: 39 Yannick Martinez: 15 Yohann Paillot: 4                                                     |
| 7º  | Terengganu         | 333 | Ver listaHariff Salleh: 92 Mohammad Mat Amin: 59 Mohammad Mat Senan: 56 Nur Marzuki: 54 Mohammad Salleh: 33 Mohammad Anuar: 28 Yusrizal Usoff: 6 Mohammad Rosdi: 5 |
| 8º  | Drapac             | 328 | Ver listaBernard Sulzberger: 134 Floris Goesinnen: 76 Thomas Palmer: 40 William Walker: 40 Robbie Hucker: 14 Amir Rusli: 12 Darren Lapthorne: 12                   |
| 9º  | RTS-Santic         | 291 | Ver listaMuradjan Halmuratov: 186 Amir Zargari: 50 Ramin Mehrabani: 18 Rahim Ememi: 15 Sun Jae Jang: 12 Vahid Ghaffari: 5 Boris Shpilevsky: 5                      |
| 10º | Bridgestone Anchor | 256 | Ver listaThomas Lebas: 86 Miyataka Shimizu: 76 Damien Monier: 73 Sho Hatsuyama: 16 Kenji Itami: 5                                                                  |

- Nota: Total de equipos con puntuación: 70

### Países
| Posición | País       | Puntos | Detalle de los puntos |
| -------- | ---------- | ------ | --- |
| 1º       | Irán       | 1.068  | Ver listaGhader Mizbani: 276 Samad Poor Seiedi: 269 Amir Kolahdozhagh: 123 Ali Khademi: 100 Arvin Moazemi: 86 Hossein Askari: 52 Amir Zargari: 50 Mehdi Sohrabi: 46 Hossein Alizadeh: 38 Alireza Asgharzadeh: 28              |
| 2º       | Kazajistán | 649    | Ver listaAndrey Mizourov: 125 Evgeny Nepomnyachshiy: 94 Daniil Fominykh: 91 Sergey Renev: 61 Nurbolat Kulimbetov: 56 Bakhtiyar Kozhatayev: 56 Maxat Ayazbayev: 54 Tilegen Maidos: 39 Vladislav Gorbunov: 37 Sergey Kuzmin: 36 |
| 3º       | Japón      | 593    | Ver listaYukiya Arashiro: 165 Miyataka Shimizu: 110 Taiji Nishitani: 60 Yasuharu Nakajima: 52 Yasuke Hatanaka: 42 Yukihiro Doi: 41 Masakazu Ito: 38 Hayato Yoshida: 35 Shiki Kuroeda: 28 Shinichi Fukushima: 22               |
| 4º       | Hong Kong  | 592    | Ver listaKi Ho Choi: 243 King Lok Cheung: 170 Ying Hon Yeung: 48 King Wai Cheung: 40 Burr Ho: 30 Ho Ting Kwok: 28 Yat Wai Chan: 14 Siu Wai Ko: 10 Kam-Po Wong: 6 Fu Shiu Cheung: 3                                            |
| 5º       | Malasia    | 588,25 | Ver listaSea Keong Loh: 100 Hariff Salleh: 92 Anuar Manan: 75 Muhammad Othman: 70,25 Muhammad Mat Amin: 59 Muhammad Mat Senan: 56 Nur Marzuki: 54 Muhammad Saleh: 33 Mohammad Anuar:: 28 Mohammad Ahmad Lutfi:: 21            |

| 6º  | Uzbekistán    | 317    | Ver listaMuradjan Halmuratov: 186 Yusup Abrekov: 30 Vladimir Tuychiev: 24 denis Shaymanov: 22 Abdullojon Akparov: 18 Konstatin Volik: 17 Dmitriy Lozovoy: 8 Vadim Shaekhov: 7 Ruslan Karimov: 5 |
| 7º  | Corea del Sur | 278,25 | Ver listaSung Baek Park: 61 Ji Min Jung: 59 Ki Seok Lee: 40 Hosung Cho: 24 Jae Yeon Lim: 23 Joon Yong Seo: 22 Chan Jae Jang: 19,25 Sun Jae Jang: 12 Seung Woo Choi: 10 Cheung Gyo Jeong: 8      |
| 8º  | Indonesia     | 193    | Ver listaHari Fitrianto: 47 Aiman Cahyadi: 43 Patria Rastra: 32 Warseno: 24 Rochmat Nugraha: 12 Idris Purnama: 10 Adi Saputra: 8 Dikdik Sidik: 6 Bambang Suryadi: 6 Fito Bakdo: 5               |
| 9º  | China         | 185    | Ver listaMeiyin Wang: 77 En Huang: 57 Yiming Zhao: 16 Fuyu Li: 12 Hao Liu: 8 Kun Jiang: 6 Pengda Jiao: 5 Xu Yulong: 2 Gang Xu: 2                                                                |
| 10º | Kirguistán    | 148    | Ver listaEugen Wacker: 56 Evgeny Russo: 35 Andrey Kurochkin: 16 Aslan Begaev: 12 Janybek Satkynaliev: 10 Valery Barsov: 8 Azamat Nurimbetov: 6 Shalimbek Baraev: 3 Leonid Baliev: 2             |

- Nota: Total de países con puntuación: 19

### Países sub-23
| Posición | País       | Puntos |
| -------- | ---------- | ------ |
| 1º       | Hong Kong  | 460    |
| 2º       | Kazajistán | 405    |
| 3º       | Irán       | 223    |
| 4º       | Malasia    | 127,25 |
| 5º       | Líbano     | 84     |

| 6º  | Corea del Sur | 84 |
| 7º  | Indonesia     | 48 |
| 8º  | Tailandia     | 42 |
| 9º  | Japón         | 41 |
| 10º | Uzbekistán    | 22 |

## Progreso de las clasificaciones
| Fecha                    | Clasificación individual | Clasificación por equipos | Clasificación por países | Clasificación por países sub-23 |
| ------------------------ | ------------------------ | ------------------------- | ------------------------ | ------------------------------- |
| 25 de octubre de 2012    | Julián Arredondo         | -                         | Japón                    | Hong Kong                       |
| 25 de noviembre de 2012  | Alexander Serebryakov    | -                         | Hong Kong                | Hong Kong                       |
| 25 de diciembre de 2012  | Alexander Serebryakov    | -                         | Hong Kong                | Hong Kong                       |
| 25 de enero de 2013      | Ki Ho Choi               | ASC Dukla Praha           | Hong Kong                | Hong Kong                       |
| 25 de febrero de 2013    | Ki Ho Choi               | ASC Dukla Praha           | Hong Kong                | Hong Kong                       |
| 25 de marzo de 2012      | Julián Arredondo         | Drapac                    | Hong Kong                | Hong Kong                       |
| 25 de abril de 2013      | Ki Ho Choi               | Drapac                    | Hong Kong                | Hong Kong                       |
| 25 de mayo de 2013       | Ki Ho Choi               | Drapac                    | Hong Kong                | Hong Kong                       |
| 25 de junio de 2013      | Julián Arredondo         | Nippo-De Rosa             | Irán                     | Hong Kong                       |
| 25 de julio de 2013      | Julián Arredondo         | Tabriz Petrochemical      | Irán                     | Hong Kong                       |
| 15 de agosto de 2013     | Julián Arredondo         | Tabriz Petrochemical      | Irán                     | Hong Kong                       |
| 25 de agosto de 2013     | Julián Arredondo         | Tabriz Petrochemical      | Irán                     | Hong Kong                       |
| 30 de septiembre de 2013 | Julián Arredondo         | Tabriz Petrochemical      | Irán                     | Hong Kong                       |
| Final                    | Julián Arredondo         | Tabriz Petrochemical      | Irán                     | Hong Kong                       |